# 柔毛猪笼草
柔毛猪笼草是婆罗洲加里曼丹特有的热带食虫植物。其种加词“mollis”来源于拉丁文，意为“柔软的”，指其毛被。其仅存在一个单一的干燥标本，是猪笼草属中唯一一个获得公认，却不清楚其捕虫笼形态的物种。 　　
柔毛猪笼草的原生地为陡峭斜坡上的茂密森林，其海拔约1800米。现仅知其存在于模式产地凯蒙山上，但由于其周围的众多山峰还未经考察，所以其分布可能更为广泛。查尔斯·克拉克认为其可能出现于苔藓森林中。
尚未发现关于柔毛猪笼草的自然杂交种。也未发现其种下类群。柔毛猪笼草也没有任何的同物异名。其被列入《2006年世界自然保护联盟濒危物种红色名录》中，等级为数据缺乏。

## 植物学史

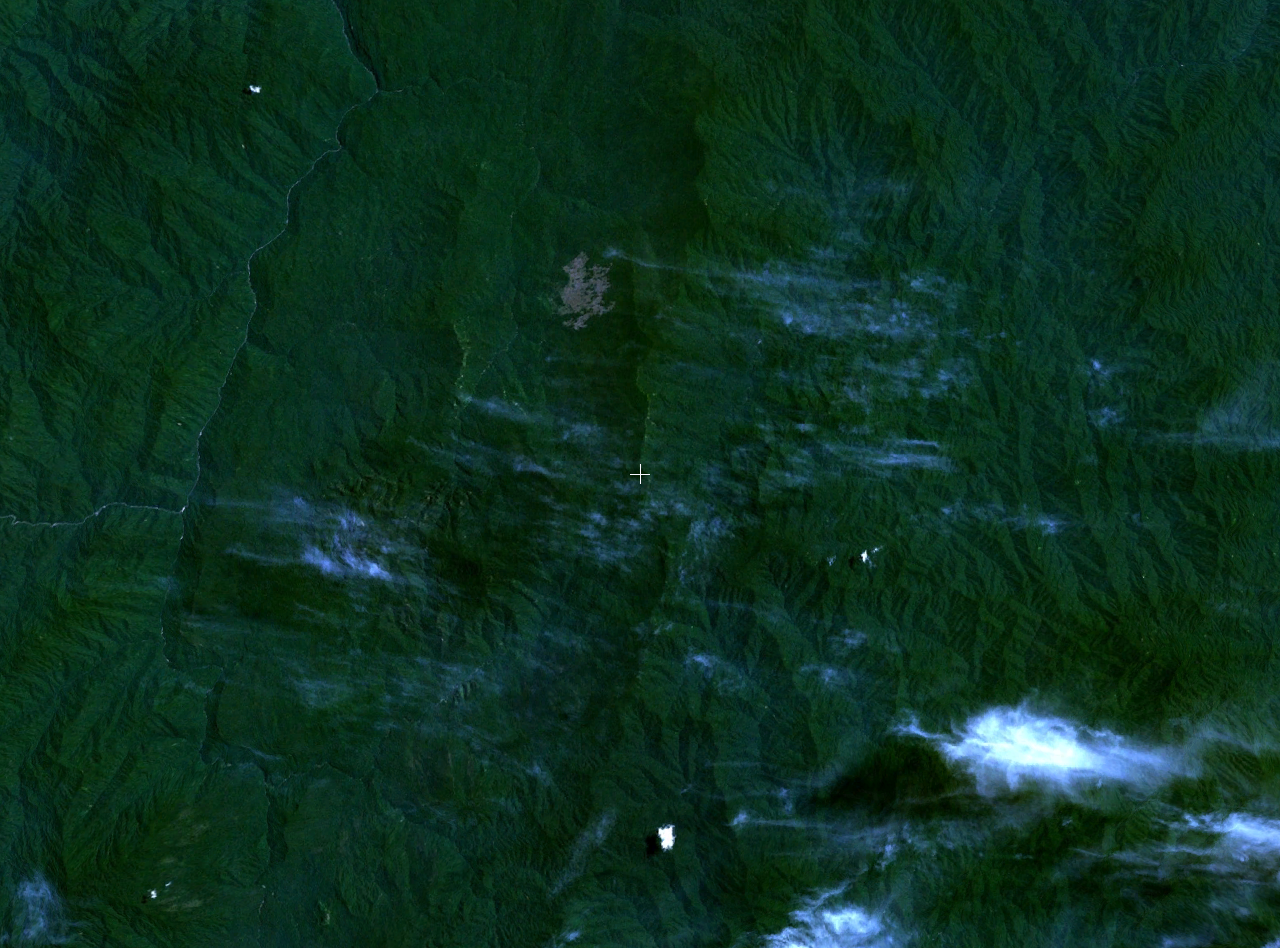
凯蒙山的卫星图像

1925年10月17日，弗雷德里克·恩德特在東加里曼丹省凯蒙山首次采集到了柔毛猪笼草，这也是唯一的一次。其采集于山顶海拔约1800米处。其属于一次由茂物林业研究所（Forest Research Institute of Bogor）组织的婆罗洲中部考察，在这次考察中还首次采集到了暗色猪笼草（N. fusca）的标本。
1928年，B·H·丹瑟在其开创性著作《荷属东印度群岛的猪笼草科植物》中对柔毛猪笼草进行了正式描述。B·H·丹瑟写道：
|  | 虽然恩德特最近一次在婆罗洲考察中采集到的这种猪笼草的捕虫笼形态还未知，但该猪笼草的其他部分却是相当的特殊，与任何已知的猪笼草属植物都有着明显的不同，这就足已其视为一个新的物种。其被发现于一个覆盖着茂密的森林的陡峭山坡上，海拔约1800米。这让我联想到恩德特在同一山上发现的另一种猪笼草，即暗色猪笼草。其具有红棕色的毛被，但其与柔毛猪笼草在叶片形状和叶脉上还是具有一定区别。 |

柔毛猪笼草的模式标本编号为“Endert 4282”，存放于茂物植物园植物标本馆（BO）中。其由一段带叶片和雄性花序的茎组成。捕虫笼和雌性花序未知。

## 形态特征
B·H·丹瑟对于柔毛猪笼草的原始描述及所有后续的说明都基于存放于茂物植物园的单一的标本。
柔毛猪笼草为藤本植物。茎至少可长达4米，直径为6至9毫米。攀援茎圆柱形，其他部分茎带钝棱角或扁平。节间距10至15厘米。莲座状植株茎的形态特征未知。
攀援茎上的叶片革质，散生，无柄。叶片为披针形或匙形，长约18至20厘米，宽约3.5至4.5厘米。叶尖急尖。叶缘在叶基平行于中脉，并下延为两叶柄翼。叶柄翼渐狭，最宽可达1厘米，长约4至6厘米。叶基宽约2厘米。叶脉不明显。羽状脉先斜发，后在叶缘处弯曲，并在中脉的两侧形成1条纵脉，极少数为2条。笼蔓可长达10厘米，靠近叶片处直径1.5至2毫米，靠近捕虫笼处直径约2.5毫米。发育中的笼蔓常形成笼蔓圈。捕虫笼的形态特征未知。
柔毛猪笼草的花序为总状花序。雌性花序的形态特征未知。雄性花序密布花朵，B·H·丹瑟将其描述为“不固定的”且“看似为横生”。总花梗长约7.5厘米，基部直径约4毫米，顶部直径约3毫米。花序轴渐尖，长10至15厘米。基部的花梗长约12毫米，顶部的花梗稍短。所有的花梗都带2朵花，无苞片。萼片为椭圆形，钝尖，长约4毫米。雄蕊柱包括单轮的花药在内长约4.5毫米。一项对模式标本（Endert 4282）花粉大小的研究显示，其120粒花粉的平均直径为37.2微米（标准误为0.4，变异系数为6.1%）。
植株各部分都密布的棕色毛被。茎部具天鹅绒般的密集棕色粗毛。其可长达2毫米，部分较短、分叉，其他的较长、不分叉。发育中的茎及叶腋附近，中脉的上下两面和发育中的捕虫笼披被着类似，但更长更茂密的毛被。叶片的下表面披被着茂密的粗毛，由为短且分叉和长且不分叉的柔毛组成。叶片的上表面也披被着茂密的粗毛，但其更短、更简单，且为白色。总花梗和花序轴完全覆盖着红褐色的毛被。部分花梗、萼片和雄蕊柱具短且脆的毛被。
B·H·丹瑟将该标本的颜色描述为“淡黄色－暗褐色至赭黄色－褐色，毛被为深红棕色”。

## 生态关系
B·H·丹瑟将柔毛猪笼草归入了皇室分支（Regiae），这个分支还包括其他14个物种，分别为博世猪笼草（N. boschiana）、豹斑猪笼草（N. burbidgeae）、圆盾猪笼草（N. clipeata）、鞍型猪笼草（N. ephippiata）、暗色猪笼草、克罗斯猪笼草（N. klossii）、劳氏猪笼草（N. lowii）、大猪笼草（N. maxima）、倒披针叶猪笼草（N. oblanceolata）、细毛猪笼草（N. pilosa）、马来王猪笼草（N. rajah）、窄叶猪笼草（N. stenophylla）、宝特瓶猪笼草（N. truncata）和维奇猪笼草（N. veitchii）。关于柔毛猪笼草的分类，B·H·丹瑟写道：
|  | 由于鞍型猪笼草和柔毛猪笼草捕虫笼的形态特征未知，所以它们的分类学地位仍不确定。但其粗糙的茎和叶片、特别是其茎呈黄色，且具丰富的粗毛；叶片呈红褐色，可毫无疑问的将它们归入皇室分支。 |

马修·杰布在《新几内亚的猪笼草报告》中认为柔毛猪笼草“可能具有与苹果猪笼草（N. ampullaria）相似的生长方式，如极少出现攀援茎，甚至不出现捕虫笼”。
在查尔斯·克拉克的《婆罗洲的猪笼草属植物》一书中写道“丹瑟专著中的图14看起来有些部分与刚毛猪笼草（N. hirsuta）很相似”，但他也描述到其比刚毛猪笼草的体型更大。简·斯洛尔也怀疑其是否与刚毛猪笼草有关联。

## 可能的再次发现
1999年，布鲁斯·萨蒙（Bruce Salmon）的一篇文章《柔毛猪笼草（猪笼草科）——再次发现？》（Nepenthes mollis (Nepenthaceae)—Rediscovered?）刊登于《食虫植物通讯》。在这篇文章中，布鲁斯·萨蒙描述了一个被称为“N. sp.”，但未鉴定的雄性猪笼草标本。其采集于卢马库山海拔1700米处的“一个开阔嵴线上高大茂密的森林”中。基于形态特征密切的相似和分布地域合理的重叠，他认为这个未鉴定的类群可能是柔毛猪笼草。布鲁斯·萨蒙对这两者进行了以下比较：

|  | 我在描述“N. sp.”的茎和叶片时，恰巧看到了在丹瑟专著中的一幅柔毛猪笼草线条画。当将这两份压制标本同时放在面前时，我发现这个两个物种几乎一模一样。之后我开始对比这两个物种，发现它们之间连毛被的特征都完全相符，除了以下区别： |

| 特征     | 柔毛猪笼草                                           | N. sp.                         |
| -------- | ---------------------------------------------------- | ------------------------------ |
| 叶片基部 | 下延成为2个叶柄翼，上部宽约1厘米，长4至6毫米，渐尖。 | 下延1至2厘米。                 |
| 花梗     | 无苞片。                                             | 苞片源于花梗基部，长3至4毫米。 |

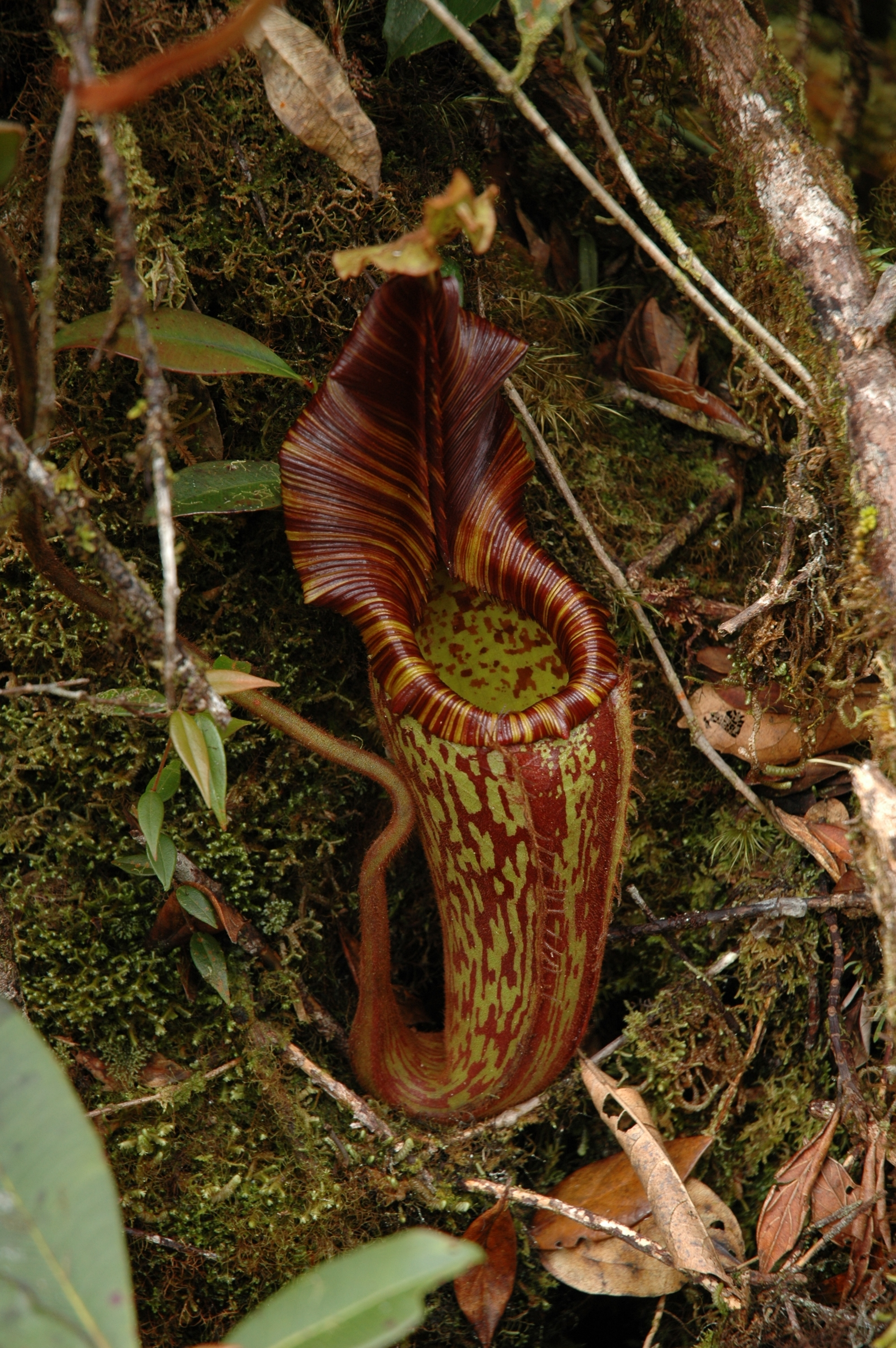
产自毛律山的胡瑞尔猪笼草的下位笼

|  | 为了更客观的看待这些差异，我们必须记住上述的差异都来源于压制标本，丹瑟从未见过柔毛猪笼草的活体标本。 从“N. sp.”的活体标本中观察到，其叶片基部为叶柄，叶片的下部4至5厘米的边缘向上卷曲。当叶片被压制平展后，其叶片就呈现出类似丹瑟描绘的柔毛猪笼草叶片一样的窄披针形。在压制标本的过程中，“N. sp.”叶鞘也会被压平，看起来就好像是下延的。因为无法对活体标本进行参考，所以不能得出任何的结论。那么这是否就是丹瑟所述的柔毛猪笼草呢？一定程度上叶片的下延和花梗的苞片可被解释为该物种自然多样性允许的差异。在西北方的“N. sp.”（卢马库山、毛律山、麦里根山脉）与东南方的柔毛猪笼草（凯蒙山）之间存在着足够多的高山将它们联系起来。 |

布鲁斯·萨蒙还注意到“N. sp.”的生活习性与柔毛猪笼草描述的很相似，其写道“据说柔毛猪笼草没有上位笼，‘N. sp.’也呈现出这样的特征，特别是其带花茎顶部的70厘米”。他认为当植株受到环境压力时，如旱季等，其即会停止产生捕虫笼。
但是，部分学者认为将这两个物种等同起来是相当不可能的。简·斯洛尔在布鲁斯·萨蒙论文的编者按中提到将这两个种群合并前必须对柔毛猪笼草的模式产地进行考察。
|  | 采自卢马库山的标本的柔毛猪笼草身份应通过与采自凯蒙山的可靠捕虫笼材料进行对比后才能证明。只有做到这点，上述数据才能被视为对丹瑟关于柔毛猪笼草原始描述的一个校订，但其只涉及婆罗洲北部类群是毫无疑问的。 |

2003年，马丁·奇克和安东尼·兰姆对产自卢马库山未鉴定物种进行了正式描述，命名为胡瑞尔猪笼草（N. hurrelliana）。虽然其已知的自然分布范围不含加里曼丹，但其已包括了沙捞越北部、文莱和沙巴西南部。如果柔毛猪笼草和胡瑞尔猪笼草在将来被证明是同一个物种，那么后者将是前者的一个同物异名。
《旧大陆的猪笼草》及《婆罗洲的猪笼草》中都认为在弗雷德里克·恩德特采集到柔毛猪笼草后，再也没有在野外重新采集到柔毛猪笼草。在安西娅·飞利浦、安东尼·兰姆和李乾2008年的《婆罗洲的猪笼草》第二版中写道：“近期关于胡瑞尔猪笼草攀援茎的描述显得与柔毛猪笼草非常的相似，但仍不确定它们是否是相关联的。”

## 扩展阅读
维基共享资源上的相關多媒體資源：柔毛猪笼草
 維基物種上的相關：柔毛猪笼草